# نقیض
در منطق، نقیض (به انگلیسی: Negation) یک عملگر منطقی یکتایی است، که نتیجه آن در صورتی که گزارهٔ تحت آن نادرست باشد، درست خواهد بود و در غیر این صورت نادرست است.

## نقیض یک گزاره
نقیض یک گزاره، گزاره‌ای است که ارزش آن دقیقاً مخالف ارزش گزارهٔ اولیه باشد.
نقیض یک گزاره مانند {\displaystyle p}، به‌صورت {\displaystyle {\mathord {\sim }}p} یا {\displaystyle \neg p} نمایش داده می‌شود (که البته {\displaystyle \neg p} رایج‌تر است) و نماد {\displaystyle !p} در زبان برنامه‌نویسی کامپیوتر کاربردی فراوان دارد.
پس به این ترتیب، نقیض کردن یک گزاره عبارت است از ساختن گزاره‌ای جدید که ارزش آن دقیقاً مخالف ارزش گزارهٔ اصلی است و این کار معمولاً با آوردن لفظ «چنین نیست» در ابتدای گزارهٔ اصلی انجام می‌شود. به عنوان مثال، نقیض گزارهٔ «۷ عددی اول است» به‌صورت «چنین نیست که ۷ عددی اول باشد» یا «۷ عددی اول نیست» نوشته می‌شود.
| {\displaystyle P} | {\displaystyle {\mathord {\sim }}P} |
| درست              | نادرست                              |
| نادرست            | درست                                |

مشاهده می‌کنید که در همهٔ حالات منطقی، گزارهٔ {\displaystyle {\mathord {\sim }}p}، ارزشی دقیقاً مخالف {\displaystyle p} دارد.
حال می‌خواهیم به عنوان تمرین، گزارهٔ زیر را نقیض کنیم:
گزاره: {\displaystyle 7>3}
نقیض گزاره: {\displaystyle 7\leq 3}